# James Emerson Tennent
Sir James Emerson Tennent, 1.º Baronete FRS (7 de abril de 1804 - 6 de março de 1869), nascido James Emerson, foi um político e viajante britânico nascido na Irlanda. Ele foi eleito membro da Royal Society em 5 de junho de 1862.

## Vida
Sendo o terceiro filho de William Emerson, um comerciante de Belfast, e Sarah, filha de William Arbuthnot de Rockville (ou Rockvale), James nasceu no Condado de Down em 1804. Foi educado na Academia de Belfast e no Trinity College, Dublin, em que depois se tornou LL.D. Ele abraçou a causa da independência grega e viajou pela Grécia, publicando Picture of Greece (1826), Letters from the Aegean (1829) e History of Modern Greece (1830), além de ter sido chamado para o bar inglês no Lincoln's Inn em 1831. Nesse ano, casou-se com Letitia, filha e co-herdeira (com seu primo, Robert James Tennent, M.P. de Belfast, 1848-1852) de William Tennent, um rico comerciante em Belfast, que morreu de cólera em 1832, e adotou por licença real o nome de sua esposa, além do seu.
Ele entrou no parlamento em 1832 como membro de Belfast. Em 1841, tornou-se secretário do Conselho de Controle. Ele era amigo de Charles Dickens e do biógrafo de Dickens, John Forster, e foi o dedicado do último romance completo de Dickens, Our Mutual Friend (1865).

## Ceilão
Em 1845 ele foi nomeado cavaleiro e nomeado secretário colonial de Ceilão, onde permaneceu até 1850. Enquanto ele estava lá, uma depressão econômica no Reino Unido afetou severamente a indústria local de café e canela. Plantadores e comerciantes pediram uma redução dos direitos de exportação. Tennent, portanto, recomendou ao Conde Grey, Secretário de Estado das Colônias de Londres, que a tributação fosse radicalmente alterada da indireta para direta, cuja proposta foi aceita. Decidiu-se abolir os direitos de exportação do café e reduzir o imposto de exportação da canela, deixando um déficit de 40.000 libras esterlinas que deveria ser atingido por impostos diretos sobre o povo. Essa foi uma das causas da Rebelião de Matale em 1848.
O resultado de sua residência no Ceilão apareceu no Christianity in Ceylon (1850) e no Ceylon, Physical, Historical and Topographical (2 vols., 1859). Este último foi ilustrado por Andrew Nicholl. O Oxford English Dictionary atribui a ele o primeiro uso em inglês de "rogue elephant" (elefante desonesto), uma tradução do termo cingalês wal aliya. Ele foi eleito o segundo presidente do recém-formado Ceylon Branch of the Royal Asiatic Society, servindo de 1846 a 1857.
Em seu retorno ao Reino Unido, tornou-se membro de Lisburn e, sob o comando do Conde de Derby, foi secretário do Poor Law Board em 1852. De 1852 a 1867, ele foi secretário permanente da Junta Comercial e, em sua aposentadoria, foi criado um baronete de Tempo Manor, na capela de Tempo, no condado de Fermanagh.

## Política
Nos seus primeiros anos, suas opiniões políticas tinham um tom radical e, embora ele tenha se juntado aos conservadores, seu conservadorismo era de um tipo moderado. Ele se retirou do Whig junto com o Lorde Stanley e Sir James Graham, e depois se juntou a Sir Robert Peel, posteriormente rompendo com ele devido a discordâncias sobre as leis do milho. Ele morreu em Londres em 6 de março de 1869. Sua família era composta por duas filhas e um filho.
Além dos livros mencionados acima, Emerson Tennent escreveu Belgium in 1840 (1841), e Wine: its Duties and Taxation (1855), Sketches of the Natural History of Ceylon (1861), The Wild Elephant and The Method Of Capturing It in Ceylon (1867).
James Emerson Tennent foi homenageado com o nome científico de uma espécie de lagarto do Sri Lanka, Ceratophora tennentii.